# Geronimo Estates, Arizona
Geronimo Estates je naseljeno područje za statističke svrhe u američkoj saveznoj državi Arizona. Prema popisu stanovništva iz 2010. u njemu je živjelo 60 stanovnika.